# Solana (Florida)
Solana es un lugar designado por el censo ubicado en el condado de Charlotte en el estado estadounidense de Florida. En el Censo de 2010 tenía una población de 742 habitantes y una densidad poblacional de 173,21 personas por km².

## Geografía
Solana se encuentra ubicado en las coordenadas 26°56′16″N 82°1′50″O / 26.93778, -82.03056. Según la Oficina del Censo de los Estados Unidos, Solana tiene una superficie total de 4.28 km², de la cual 3.98 km² corresponden a tierra firme y (7.13%) 0.31 km² es agua.

## Demografía
Según el censo de 2010, había 742 personas residiendo en Solana. La densidad de población era de 173,21 hab./km². De los 742 habitantes, Solana estaba compuesto por el 88.14% blancos, el 7.28% eran afroamericanos, el 0.27% eran amerindios, el 0.81% eran asiáticos, el 0.27% eran isleños del Pacífico, el 0.94% eran de otras razas y el 2.29% pertenecían a dos o más razas. Del total de la población el 3.37% eran hispanos o latinos de cualquier raza.